# La sombra del otro (1963)
La sombra del otro é uma telenovela mexicana, produzida pela Televisa e exibida em 1963 pelo Telesistema Mexicano.

## Elenco
- Aldo Monti
- Luz María Aguilar
- Alicia Montoya
- Raquel Olmedo